# Britisk filosofi
Den britiske filosofi er den filosofiske tradition fra England og Storbritannien. Den britiske tradition har haft en stor betydning for den vestlige filosofi. Den britiske filosofi er kendetegnet ved at have et stærkt fokus på common sense og ved at afvise det komplekse og vægte det konkrete over det abstrakte. Undertiden bruges betegnelsen engelsk filosofi særskilt om filosofien fra England. Fra og med det 19. århundrede har man i visse tilfælde også anvendt betegnelsen skotsk filosofi om filosoffer fra de skotske universiteter.
I moderne tid afskilles den britiske tradition sommetider fra den kontinentale tradition, idet den har et mere konkret fokus end megen tysk og fransk filosofi. En stor del af den moderne britiske filosofi betragtes dermed gerne som tilhørende den analytiske filosofi, der vægter analyse af begreber og argumenter.
Den britiske filosofi føres gerne tilbage til Anselm af Canterbury fra det 11. århundrede, der var en vigtig filosof og teolog. Han regnes for en af skolastikens grundlæggere. Anselm var ærkebiskop af Canterbury fra 1093 til 1109 og blev kirkelærer og helgen med festdag den 21. april. En anden tidlig filosof var Roger Bacon (ca. 1214–1294), der lagde stor vægt på empiriske metoder. Han bliver undertiden betragtet som en af de første europæiske forsvarere af den videnskabelige metode.
Senere vigtige filosoffer fra nyere tid er blandt andet Thomas Hobbes, David Hume, John Locke og Adam Smith samt John Stuart Mill  Vigtige filosofiske retninger som empirisme og liberalisme stammer fra den britiske tradition. En del af den nyere tids britiske filosofi er især forbundet med Skotland og kaldes gerne den skotske skole eller den skotske oplysning. Denne strømning omfatter skotske filosoffer som Francis Hutcheson, David Hume, Adam Smith, Adam Ferguson og James Mackintosch, der betoner, at det vil gavne den fælles velfærd, at mennesker følger deres særinteresser. Det er altså den enkeltes egeninteresser og ikke fællesskabets interesser, der skal være samfundets grundlag.
Moderne britiske filosoffer omfatter blandt andet Karl Popper og Peter Strawson, der især har arbejdet med metafysik, logik og sprogfilosofi. Alasdair MacIntyre er en nutidig britisk filosofi, der har været optaget af moralfilosofi. Han blev i 1990`erne kendt for en bestræbelse på at genoplive den aristoteliske tilgang til dydsetik. Hans baggrund var, at den kantianske pligtetik og den utilitaristiske nytteetik havde overset spørgsmålet om det gode liv.

## I Danmark
Britisk filosofi har haft en betydelig indflydelse på Danmark gennem historien, og der findes danske introduktioner til britisk filosofi. Mange britiske filosoffer har bidraget til udviklingen af tankerne inden for forskellige områder, herunder politik, etik, logik og epistemologi.
Britiske filosoffer som John Locke og Thomas Hobbes har haft stor indflydelse på politiske tanker i Danmark. Deres idéer om samfundsstyring, rettigheder og magtdeling har formet mange politiske diskussioner og institutioner i Danmark. Den skotske filosof og økonom Adam Smith har også haft en markant indflydelse i Danmark og har påvirket opfattelsen af frihandel, privat ejendomsret og individuel økonomisk frihed. Verdens første oversættelse af Smiths hovedværk Wealth of Nations blev udgivet i Danmark i 1780.
Filosoffer som John Locke og David Hume, der var centrale figurer inden for empirismen, har påvirket danske tænkere og videnskabsfolk. Empirismens idé om, at al viden stammer fra sanserne og erfaring, har haft indflydelse på videnskabelig metode og tænkning i Danmark.

### Oversigts- og introduktionslitteratur
- Broadie, Alexander (2008). History of Scottish Philosophy. Edinburgh University Press
- Christensen, Niels (2000): De store tænkere - Hume. Rosinante
- Collin, Finn (2003). Engelsk og amerikansk filosofi. Politiken
- Kurrild-Klitgaard, Peter (2004): Adam Smith. Djøf
- Matthews, Kenneth (1943). British Philosophers. Great Britain: William Collins

### Hovedværker i dansk oversættelse
- Hobbes, Thomas (2015): Leviathan – eller materie, form & magt i et almenvel civilt og kirkeligt. Informations Forlag, oversat til dansk af Claus Bratt Østergaard
- Hume, David (2010): Undersøgelser: erkendelsesteori & moralfilosofi. Information, Oversat af Claus Brat Østergaard.
- Locke, John (1996): Anden afhandling om styreformen, Det lille Forlag, oversættelse, indledning og noter ved Niels Henningsen
- Mill, John Stuart (1985): Om friheden. Apostrof, oversat af Jesper Tang
- Mill, John Stuart (2008): Utilitarisme. Det lille Forlag, oversat af Helge Nørgaard Madsen
- Smith, Adam (2014): Nationernes Velstand I-II; Informations Forlag. Oversætter Claus Bratt Østergaard
- Smith, Adam (2014): Teorien om de moralske følelser. Informations Forlag